# Chris Sievey
Christopher Mark Sievey (25 de agosto de 1955 - 21 de junio de 2010), más conocido como Chris Sievey, fue un músico y cómico inglés, parte de la escena musical new wave de Mánchester, como cantante del grupo The Freshies. Luego fue reconocido por su personaje Frank Sidebottom, con el que cosechó éxito como comediante.
Creció en Ashton-on-Mersey, Sale, Cheshire, y en los años 1970 formó The Bees Knees y The Freshies, banda que tendría entre sus filas a Billy Duffy de The Cult y a Martin Jackson de Magazine y Swing Out Sister.